# Swarco Traffic Holding
Die Swarco Traffic Holding GmbH (Eigenschreibweise SWARCO TRAFFIC HOLDING GmbH), vormals „M. Tech Technologie und Beteiligungs AG“ mit Sitz in Haar bei München ist eine Dachgesellschaft, deren Tochtergesellschaften im Bereich der intelligenten Verkehrssysteme (Verkehrstelematik) tätig sind. Das Unternehmen ist Teil des österreichischen SWARCO-Konzerns.

## Geschichte
Das heutige Unternehmen ist im Jahr 2000 unter dem Namen „M.Tech Technologie und Beteiligungs AG“ aus der „Signalbau Huber AG“ hervorgegangen. Im Oktober 2010 erfolgte die Umfirmierung in die heutige Gesellschaft.
Im Jahr 2007 erwirtschaftete die Swarco Traffic Holding AG einen Umsatz von 74,1 Mio. € und erzielte ein Jahresergebnis von 5,2 Mio. €. Hauptaktionär war die „Swarco Europe GmbH“, die zu Beginn des Jahres 2008 im Besitz von 80,29 % Prozent der stimmberechtigten Aktien war, siehe Swarco Holding.
Ende März 2008 teilte das Unternehmen mit, dass eine Einigung über die Übernahme der Dambach-Werke GmbH in Gaggenau hergestellt worden sei. Die Dambach-Werke haben Tochtergesellschaften in den USA, Großbritannien und Brasilien und erzielten im Geschäftsjahr 2006 mit 540 Mitarbeitern einen Umsatz von 87 Mio. Euro. Das Gesamtunternehmen beschäftigte zum 31. März 2010 920 Mitarbeiter.
Anfang 2014 beschloss der Vorstand die Swarco Traffic Holding AG von der Börse zu nehmen und ein sogenanntes Delisting durchzuführen. Der letzte Handelstag der Aktien der Swarco Traffic Holding AG war der 5. November 2014. Ab dem 1. Februar 2016 wechselte Swarco Traffic Holding AG die Rechtsform von einer Aktiengesellschaft zu einer Gesellschaft mit beschränkter Haftung, einhergehend damit wurde die Firmierung in Swarco Traffic Holding GmbH geändert.

## Tochterunternehmen Swarco Traffic Systems GmbH
Swarco Traffic Systems GmbH (ehemalig Signalbau Huber GmbH) ist ein international tätiger Anbieter von Systemen der Straßenverkehrstechnik und Telematik mit Sitz in Unterensingen bei Stuttgart. Sie entwickelte, gestützt auf Erkenntnisse der Verkehrswissenschaft, bereits vor Jahrzehnten Methoden zur Verkehrssteuerung, die in ihren Grundzügen und Ausprägungen bis heute fortbestehen. 1953 in München gegründet, deckt das Unternehmen seitdem die Wertschöpfungskette von Forschung und Entwicklung über Projektmanagement, Fertigung und Montage bis hin zu Servicedienstleistungen ab. 2006 betrug der Jahresumsatz 60 Mio. EUR. Etwa 95 % davon erwirtschaftete die Firma durch Aufträge der öffentlichen Hände. Am 1. September 2010 wurde die Firma Signalbau Huber GmbH in Swarco Traffic Systems GmbH umfirmiert.

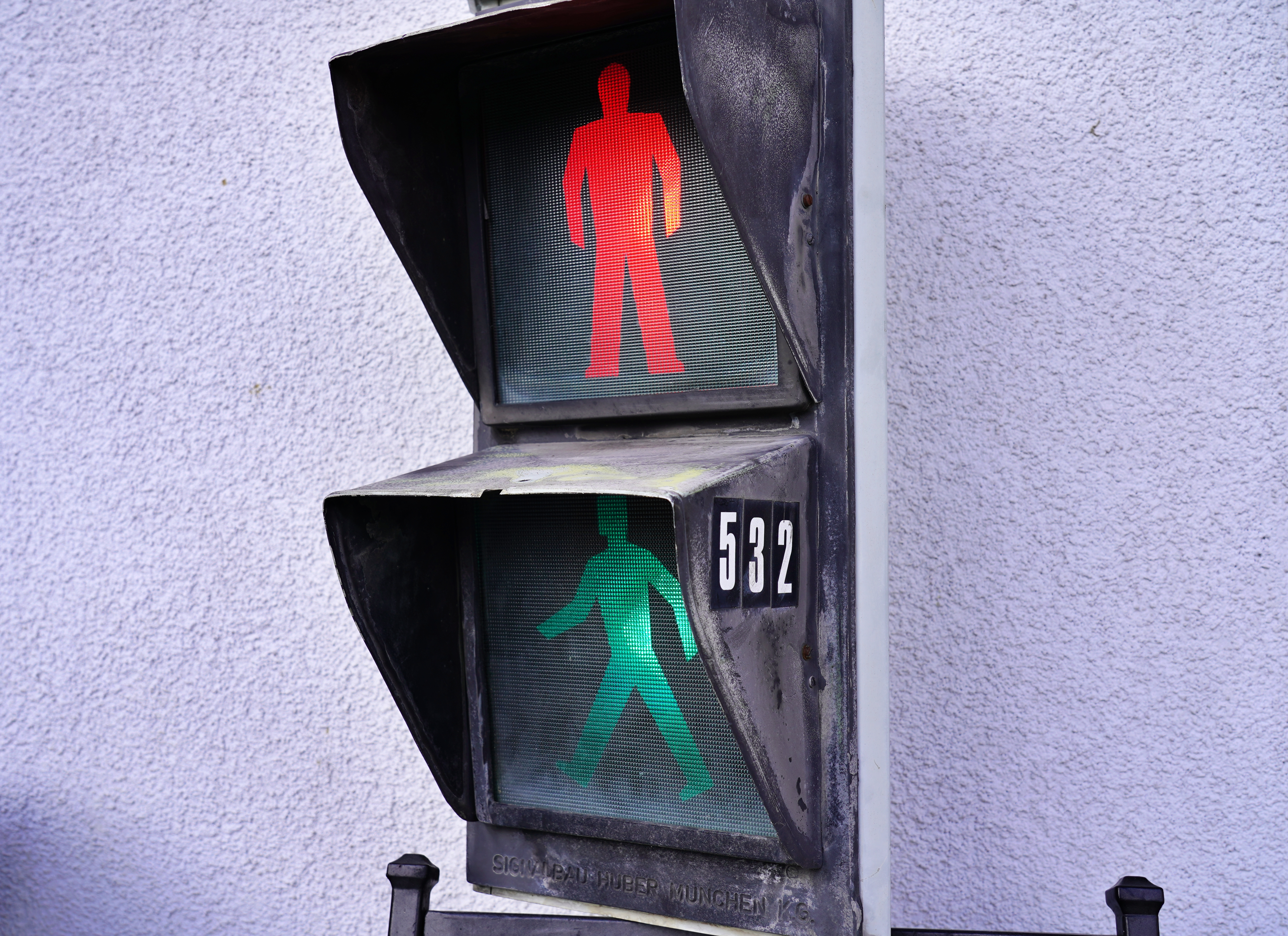
Frühes Fußgängersignal von ca. 1960 mit Aufdruck "Signalbau Huber München K.G.

### Gründung
Das Unternehmen wurde am 22. Juni 1946 als Josef Huber Elektroinstallationen KG von Josef Huber (1915–1965) gegründet. Als Unternehmenssitz, Werkstatt und Lager, wurde die Wohnung Josef Hubers in München genutzt. Ziel seiner Unternehmung war es, instandgesetzte oder neu gebaute Wohnungen, öffentliche Gebäude und Einrichtungen während der Nachkriegszeit mit Licht und Strom zu versorgen. Einer der wichtigsten Partner des Unternehmens war die Abteilung Straßenbeleuchtung der Stadt München. 1954 beschäftigte Josef Huber bereits 300 Mitarbeiter.

### Signaltechnik
Am 17. März 1953 wurde die Signalbau Huber München KG in das Handelsregister eingetragen. Die Firma wurde für den Geschäftszweig Herstellung und Vertrieb von Straßenverkehrs-Signalanlagen gegründet. Zur Entstehung dieser Gesellschaft führte der Umstand, dass Josef Huber in den Wintermonaten 1950/51 und 1951/52 Mitarbeiter seiner Firma an die städtische Abteilung Straßenbeleuchtung Münchens auslieh. Dort wurden sämtliche Lichtsignalanlagen der Stadt München gebaut. Ein Beamter namens Weyerich war patentrechtlicher Eigentümer dieser Signalanlagen. Allerdings beauftragte er Josef Huber mit dem Bau der Signalanlagen, um seinen Beamtenstatus nicht zu gefährden.